# Uncinocythere pholetera
Uncinocythere pholetera är en kräftdjursart som först beskrevs av C. W. Hart och Hobbs 1961.  Uncinocythere pholetera ingår i släktet Uncinocythere och familjen Entocytheridae. Inga underarter finns listade i Catalogue of Life.